# Trestioara, Prahova
Trestioara este un sat în comuna Vâlcănești din județul Prahova, Muntenia, România.

## Istorie
Așezarea este atestată documentar în anul 1571.
În trecut, a făcut parte din fostul județ Săcuieni.  La sfârșitul secolului al XIX-lea, satul Trestioara forma o comună de sine stătătoare în plaiul Vărbilău din județul Prahova, având 475 de locuitori și o biserică ortodoxă fondată în 1842. Această din urmă comună a fost desființată în scurt timp, fiind inclusă în comuna Vâlcănești deja la 1925.